# Eutrichapion (Eutrichapion)
Eutrichapion (Eutrichapion) – podrodzaj chrząszczy z rodziny pędrusiowatych i podrodziny Apioninae. 

## Morfologia
Chrząszcze o ubarwieniu czarnym włącznie z pokrywami. Oskórek jest wyraźnie owłosiony. 
W widoku bocznym ryjek samca ma prostą krawędź grzbietową. Czułki u obu płci mają trzonki o długości wynoszącej od 1 do 1,4 szerokości ryjka w miejscu ich osadzenia.
Kwadratowa do półkolistej tarczka ma nagą powierzchnię. Pokrywy cechują się obecnością szczecinki wyspecjalizowanej na tylnym końcu dziewiątego międzyrzędu, nieprzeciągniętym dozewnętrznie rzędem drugim oraz połączonymi u szczytu rzędami trzecim i czwartym. Przednie odnóża samca mają niezmodyfikowane golenie.
Genitalia samca mają płaty parameroidalne o szerokiej błoniastej części wierzchołkowej gęsto porośniętej szczecinkami mikroskopowymi oraz o zesklerotyzowanej części nasadowej zaopatrzonej w od pięciu do ośmiu szczecinek makroskopowych, dochodzących co najwyżej do wierzchołka płata. Wydłużony środkowy płat edeagusa (prącie) ma wierzchołek w widoku bocznym odgięty. Endofallus ma w części wierzchołkowej trzy grupki gęsto upakowanych ząbków, a w części nasadowej fałd wzmacniający jest rozwinięty szczątkowo lub całkiem zanikły.

## Ekologia i występowanie
Owady te są fitofagami żerującymi na bobowatych z plemienia Viciae. 
Podrodzaj holarktyczny, ale tylko jeden występuje w nearktycznej Ameryce Północnej, wszystkie zaś reprezentowane są w Palearktyce. W Europie stwierdzono trzy gatunki, z których dwa wykazano z Polski – E. ervi i E. viciae. 

## Taksonomia
Takson ten wprowadzony został w 1916 roku przez Edmunda Reittera w randze podrodzaju w obrębie rodzaju Apion. Gatunkiem typowym autor ów wyznaczył Attelabus viciae. W 1990 roku Miguel A. Alonso-Zarazaga wyniósł Eutrichapion do rangi rodzaju i podzielił go na pięć podrodzajów, w tym omawiany nominatywny.
Do podrodzaju zalicza się siedem opisanych gatunków:
- Eutrichapion ervi (W. Kirby, 1808)
- Eutrichapion hingstoni (Balfour-Browne, 1944)
- Eutrichapion meditabundum (Faust, 1890)
- Eutrichapion mystriophorum Alonso-Zarazaga, 1994
- Eutrichapion rectirostre (Schilsky, 1906)
- Eutrichapion tomiense (Bajtenov, 1979)
- Eutrichapion viciae (Paykull, 1800)